# Skate Canada 1980
Navigation
Édition précédente Édition suivante
Le Skate Canada (ou Internationaux Patinage Canada) est une compétition internationale de patinage artistique qui se déroule au Canada au cours de l'automne. Il accueille des patineurs amateurs de niveau senior dans trois catégories: simple messieurs, simple dames et danse sur glace. La catégorie des couples artistiques n'est ajoutée au programme du Skate Canada qu'à partir de 1984.
Le septième Skate Canada est organisé du 30 octobre au 2 novembre 1980 à Calgary dans la province de l'Alberta. 
Il n'y a pas eu de compétition organisée l'année précédente en 1979.

## Résultats

### Messieurs
| Rang | Nom                    | Pays                 | Points | Fig. impo. | Prog. court | Prog. libre |
| ---- | ---------------------- | -------------------- | ------ | ---------- | ----------- | ----------- |
| 1    | Scott Hamilton         | États-Unis           | 2.0    | 1          | 1           | 1           |
| 2    | Brian Pockar           | Canada               |        | 2          | 2           |             |
| 3    | David Santee           | États-Unis           |        | 4          |             |             |
| 4    | Jean-Christophe Simond | France               |        |            |             |             |
| 5    | Brian Boitano          | États-Unis           |        |            |             |             |
| 6    | Brian Orser            | Canada               |        | 5          |             |             |
| 7    | Norbert Schramm        | Allemagne de l'Ouest |        |            |             |             |
| 8    | Grzegorz Filipowski    | Pologne              |        |            |             |             |
| 9    | Gary Beacom            | Canada               |        |            |             |             |
| 10   | Gordon Forbes          | Canada               |        | 12         |             |             |
| 11   | Shinji Someya          | Japon                |        |            |             |             |
| 12   | Bruno Watschinger      | Autriche             |        |            |             |             |
| 13   | Thomas Öberg           | Suède                |        |            |             |             |
| 14   | Antti Kontiola         | Finlande             |        |            |             |             |
| 15   | Miljan Begović         | Yougoslavie          |        |            |             |             |

### Dames
| Rang | Nom                       | Pays                 | Points | Fig. impo. | Prog. court | Prog. libre |
| ---- | ------------------------- | -------------------- | ------ | ---------- | ----------- | ----------- |
| 1    | Elaine Zayak              | États-Unis           |        |            |             | 1           |
| 2    | Tracey Wainman            | Canada               |        | 2          |             |             |
| 3    | Claudia Kristofics-Binder | Autriche             |        | 1          |             |             |
| 4    | Sandy Lenz                | États-Unis           |        |            |             |             |
| 5    | Rosalynn Sumners          | États-Unis           |        |            |             |             |
| 6    | Sanda Dubravčić           | Yougoslavie          |        |            |             |             |
| 7    | Eva Drometer              | Allemagne de l'Ouest |        |            |             |             |
| 8    | Corinne Wyrsch            | Suisse               |        |            |             |             |
| 9    | Kathryn Osterberg         | Canada               |        |            |             |             |
| 10   | Cécile Antonelli          | France               |        |            |             |             |
| 11   | Alison Southwood          | Royaume-Uni          |        |            |             |             |
| 12   | Yoko Yakushi              | Japon                |        |            |             |             |
| 13   | Pia Snellman              | Finlande             |        |            |             |             |
| 14   | Catarina Lindgren         | Suède                |        |            |             |             |
| 15   | Sandra Mattiussi          | Canada               |        |            |             |             |

### Danse sur glace
| Rang | Nom                               | Pays                 | Points | Danses imposées | Danse libre |
| ---- | --------------------------------- | -------------------- | ------ | --------------- | ----------- |
| 1    | Judy Blumberg / Michael Seibert   | États-Unis           |        |                 |             |
| 2    | Karen Barber / Nicky Slater       | Royaume-Uni          |        |                 |             |
| 3    | Marie McNeil / Robert McCall      | Canada               |        |                 |             |
| 4    | Elisa Spitz / Scott Gregory       | États-Unis           |        |                 |             |
| 5    | Kelly Johnson / Kris Barber       | Canada               |        |                 |             |
| 6    | Joanne French / John Thomas       | Canada               |        |                 |             |
| 7    | Gina Aucoin / Peter Ponikau       | Canada               |        |                 |             |
| 8    | Nathalie Hervé / Pierre Béchu     | France               |        |                 |             |
| 9    | Birgit Goller / Peter Klisch      | Allemagne de l'Ouest |        |                 |             |
| 10   | Noriko Sato / Tadayuki Takahashi  | Japon                |        |                 |             |
| 11   | Maria Kniffer / Manfred Huebler   | Allemagne de l'Ouest |        |                 |             |
| 12   | Paola Casalotti / Sergio Cesarani | Italie               |        |                 |             |

## Sources
- Podiums et résultats des patineurs canadiens sur le site de Patinage Canada
- (en) « The 1980 Skate Canada International Competition », sur skateguard1.blogspot.com
- (en) « Skate Canada 1980 », sur usfsa.xmlmanager.qg.com